# 399
Năm 399 là một năm trong lịch Julius.